# پژو متروپلیس ۴۰۰
پژو متروپلیس ۴۰۰ (انگلیسی: Peugeot Metropolis 400) یک موتورسیکلت سه چرخ (۲۵۸ کیلوگرمی) فرانسوی در تيپ اسکوتر محصول کمپانی پژو موتورسایکلز که در سال ۲۰۱۳ معرفی شد. این موتورسیکلت دارای یک انجین ۳۹۹ سی‌سی تک سیلندر با توان خروجی ۳۶ اسب بخار و ترمزهای دیسکی ضدقفل در هر سه چرچ همراه با رادیاتور آب خنک می‌باشد. همچنین حداکثر سرعت این موتورسیکلت ۱۶۵ کیلومتر در ساعت اعلام شده‌ است.
در کشور های اروپایی افرادی که گواهینامه آنها قبل از ۱۹ ژانویه ۲۰۱۳ صادر شده است، می‌توانند متروپلیس ۴۰۰ را با گواهینامه رانندگی کلاس B و دیگران با کلاس A2 رانندگی کنند.